# François Poirrier
Pour les articles homonymes, voir Poirrier.
François Alcide Poirrier est un homme d'affaires français, conseiller général puis sénateur, né le 20 novembre 1832 à Clermont-en-Argonne (Meuse) et décédé le 10 février 1917 à Paris.

## Biographie
Son père Louis Nicolas Poirrier était tourneur en bois et sa mère s'appelait Marie Françoise Veinaut.
Employé de commerce à Paris en 1848, il dirige en 1858 la Société des matières colorantes et des produits chimiques de Saint-Denis. Il développe cette société en misant sur les nouvelles teintures découvertes par la chimie. De 20 ouvriers en 1858, l'établissement passa à 500 vers 1868.
Lors de l'Exposition de Vienne en 1873, il est nommé Chevalier de la Légion d'honneur puis, quelques années plus tard Officier. Il est président de la chambre syndicale des produits chimiques en 1870, président de la chambre de commerce de la Seine en 1879.
Il est inhumé au cimetière du Père-Lachaise (36e division).

## Carrière politique
En 1877, Léon Gambetta lui demande de siéger au conseil d'administration du journal La République française.
Opposant à l'Empire, il est conseiller général de Seine-et-Marne en 1879 et sénateur de la Seine de 1889 à 1917, inscrit au groupe de l'Union républicaine, dont il devient président en 1901. Il est vice-président du Sénat de 1902 à 1905.

## Sources
- « François Poirrier », dans Adolphe Robert et Gaston Cougny, Dictionnaire des parlementaires français, Edgar Bourloton, 1889-1891 [détail de l’édition]
- « François Poirrier », dans le Dictionnaire des parlementaires français (1889-1940), sous la direction de Jean Jolly, PUF, 1960 [détail de l’édition]